# Ганноверская династия
Ганно́верская дина́стия (англ. House of Hanover) — династия королей Великобритании с 1714 по 1901 годы. Ветвь древнего германского рода Вельфов, до начала XVIII века правившая Брауншвейгом. До 1866 года также правящая династия (курфюрсты, а затем короли) Ганновера, находившегося до 1837 года с Великобританией в личной унии.
Во многом чуждые английской культуре (первый король вовсе не говорил по-английски), Вельфы оказались на британском престоле благодаря Акту о престолонаследии 1701 года, отрезавшему путь к британской короне всем многочисленным католикам, находящимся в родстве со Стюартами.

## История
Родоначальником династии был Эрнст Август (1629—1698), герцог Брауншвейг-Каленберга, принадлежавший к одной из Люнебургских линий дома Вельфов, который объединил в своих руках владения нескольких ветвей династии, а в 1692 году получил титул курфюрста Ганновера, давший название династии. Он был женат на Софии Ганноверской, родителями которой были английская принцесса Елизавета Стюарт и протестант Фридрих V, курфюрст Пфальцский. Благодаря Акту о престолонаследии 1701 года его сын, Георг Людвиг, в 1714 году стал королём Англии (под именем Георга I).
Время Вельфов, известное также как Георгианская эпоха (первых четырёх королей звали Георгами), — период усиления парламентаризма в Великобритании, ослабления королевской власти, становления британской демократии. При них произошла промышленная революция и начал бурно развиваться капитализм. Это и период Просвещения и революций в Европе, войны за независимости американских колоний, завоевания Индии и Французской революции.
Благодаря вступлению Вельфов на британский престол смог продолжить свою деятельность в Англии и получить мировую славу уроженец Ганновера астроном Вильгельм (Уильям) Гершель и ганноверский капельмейстер Георг Фридрих Гендель. В то же время английская внешняя политика поменяла вектор, стала руководствоваться интересами защиты Ганноверского курфюршества от возможных посягательств извне. Это стало одной из причин переворота альянсов и Семилетней войны.
Применительно к XIX веку принято вести речь не о Георгианской эпохе, а о периоде Регентства (начало XIX века) и Викторианской эпохе — 64-летнем правлении Виктории. По салическому закону Виктория не могла наследовать ганноверский престол, поэтому с 1837 по 1867 годы (год аннексии Ганноверского королевства Пруссией) в Ганновере правили потомки одного из братьев Георга IV — герцоги Камберлендские (Эрнст Август I и Георг V). Ещё одна ветвь рода проживала в Англии, нося титул герцогов Кембриджских.
С 1987 года главой Ганноверского дома является Его королевское высочество принц Эрнст Август V Ганноверский, герцог Брауншвейгский и Люнебургский (р. 1954), ему наследует его старший сын наследный принц Эрнст Август (р. 1983).

## Список монархов
- Георг I (1714—1727)
- Георг II (1727—1760), сын предыдущего
- Георг III (1760—1820), внук предыдущего
- Георг IV (1820—1830), сын предыдущего, регент с 1811
- Вильгельм IV (1830—1837), брат предыдущего
- Виктория (1837—1901), племянница предыдущего